# アニカ・ソレンスタム
アニカ・ソレンスタム（Annika Sörenstam, 1970年10月9日 - ）は、スウェーデン・ストックホルム出身の元女子プロゴルファー。LPGAツアー通算72勝。ベストスコア59。身長168cm。アメリカ・フロリダ州オーランド在住。国際ゴルフ連盟会長。妹のシャーロッタ・ソレンスタムもプロゴルファー。

## 略歴
幼少期はテニスやスキーで活躍し、12歳からゴルフを始めた。
アリゾナ大学留学中の1992年にエスピリトサントトロフィーで個人優勝。同大卒業後の1993年にプロゴルファーに転向。
1994年、オーストラリアン女子オープンでプロ初優勝。米ツアー新人賞を獲得。1995年、ツアー3勝を挙げて初の賞金女王に輝く。
1997年1月に元ゴルフ用品メーカー社員デヴィッド・エッシュと結婚したが2005年に離婚。
2003年5月、女子選手として58年ぶりに男子ツアーに出場した（「バンク・オブ・アメリカ・コロニアル」で111人中96位で予選落ち）。同年10月、世界ゴルフ殿堂入りを果たした。2004年には平均スコア68.69の最少記録を達成。生涯獲得賞金は2000万ドルを超え歴代1位。
2008年5月13日、2008年シーズン限りで現役を引退することを表明。同年12月、欧州女子ゴルフツアー最終戦のドバイ・レディース・マスターズで7位タイとなり、現役最後の試合を終えた。アメリカのツアーで通算72勝。
今後はゴルフウェアなど「ANNIKA」ブランドの事業の展開、ゴルフ場の設計、ゴルフアカデミーでの若手の育成などに専念する。
2009年1月、アメリカの元プロゴルファージェリー・マギーの息子で「ANNIKA」ブランドのマネージング・ディレクターを務めるマイク・マギーと再婚。同年9月1日に第1子となる長女を、2011年3月21日に第2子となる長男を出産した。
その後、2021年2月にツアーに復帰し、8月には全米女子シニアツアーに優勝するなど、精力的にツアーに出場を果たしている。

## メジャー大会優勝
- クラフト・ナビスコ選手権：3勝（2001年、2002年、2005年）
- 全米女子プロ選手権：3勝（2003年～2005年）
- 全米女子オープン：3勝（1995年、1996年、2006年）
- 全英女子オープン：1勝（2003年）

メジャー通算10勝
- 全米シニア女子オープン：1勝（2021年）

## その他の主な戦績・受賞歴
- 1991年 NCAA女子ゴルフ選手権個人優勝
- 1992年 エスピリトサントトロフィー個人優勝
- 1993年 欧州女子ツアー新人賞
- 1994年 米女子ツアー新人賞
- 2001年 3月、スタンダード・レジスター・ピン大会（パー72）を59で回る。女子ツアー史上初。11月、ミズノクラシック優勝（2005年まで5連覇）。
- 2002年 米女子ツアー11勝。年間獲得賞金額286万3904ドル。
- 2003年 10月、100人目の世界ゴルフ殿堂入り。
- 賞金女王通算8回（'95,'97,'98,'01,'02,'03,'04,'05）